# Холмогойское муниципальное образование
Холмогойское сельское поселение — муниципальное образование со статусом сельского поселения в 
Заларинском районе Иркутской области России. Административный центр — поселок Холмогой.

## Демография
По результатам Всероссийской переписи населения 2010 года
численность населения муниципального образования составила 1012 человек, в том числе 471 мужчина и 541 женщина.

## Населённые пункты
В состав муниципального образования входят населённые пункты
- Холмогой
- Романова
- Сенная Падь[2]